# خاله سوسکه (فیلم)
خاله سوسکه فیلمی به کارگردانی و نویسندگی نادره ترکمانی محصول سال ۱۳۸۸ است.

## بازیگران
- سحر ولدبیگی : خاله سوسکه
- علی سلیمانی : آقا موشه
- فروغ قجابگلی : عمه
- پروین میکده : سمن‌گل
- فریده دریامج : مادربزرگ
- احمدرضا اسعدی : پدر خانواده
- شاه علی سرخانی : شوهر عمه
- اکبر وارث : سبزی فروش
- افسانه ناصری : مادر خانواده
- جواد زیتونی : بقال
- مجید علم‌بیگی : کفاش
- حسین لطفی : علاف
- مجید زارع کار : علی اوسط
- مریم عسگری : اوس رقیه
- محمد باقر باقری : دیزی پز
- رحیم عاشوری : قصاب
- نیایش ماهانی : ریحانه
- محمد دستفال : پسر بزرگ خانواده
- امیرسالار داوودی : روزبه
- سید علی حسنی : پنبه‌زن